# Maria Nordenfelt
Maria Nordenfelt, född 29 maj 1860, död 15 november 1941 i Stockholm, var en svensk slöjdpedagog. Hon grundade 1890 ett slöjdseminarium i Göteborg som vidareutvecklades under olika namn de kommande 40 åren.

## Biografi
Maria Nordenfelt var dotter till Enar Jonas Nordenfelt, brorsdotter till Thorsten Nordenfelt och kusin till idrottsledaren Bertil Nordenfelts far.
År 1890 startade Maria Nordenfelt slöjdseminariet Maria Nordenfelts högre handarbetsseminarium och skola för kvinnlig yrkesutbildning, vilket var en utbildning för blivande slöjdlärarinnor. Seminariet tillämpade Hulda Lundins metod och kom att existera under tre år. Från 1909 hade skolan ettårigt handarbetsseminarium, vilket 1911 utökades till ett och ett halvt år samt 1928 till två år.
Våren 1915 anordnade skolan fyra kurser i husbehovssömnad för arbetslösa kvinnor.
Maria Nordenfelt undervisade därefter på andra skolor och vidareutbildade sig själv, men gav från 1901 "Kurser för utbildande af handarbetslärarinnor". Kursen var uppdelad i en högre kurs för flickskoleundervisning och en lägre kurs för folkskoleundervisning.
1919 utkom Maria Nordenfelts bok Handledning i handarbete. Där ger hon uttryck för sina pedagogiska idéer som är modernare än Hulda Lundins.
Maria Nordenfelt lämnade skolan 1930, varefter den övertogs av hennes brorsdotter Karin Nordenfelt, som ledde den fram till 1950 då skolan den 1 juli kommunaliserades genom att staden övertog samtliga aktier i det bolag som ägde skolan. Den 1 mars året därefter var elevantalet 107 och stadens anslag för läsåret 1950–1951 uppgick till 36 620 kronor. Seminariet förstatligades 1961 och 1977 blev det en del av Göteborgs universitet.